# Screenmate
Unter einem Screenmate versteht man ein kleines Computerprogramm, das auf dem Bildschirm eine animierte Figur erscheinen lässt, die ein wie auch immer geartetes Eigenleben entwickeln kann. Es gibt inzwischen eine große Spannweite von Arten von Screenmates; angefangen von kleinen Comic-Figuren bis hin zu virtuellen Pflanzen und Fischen.
Die Aktionen können in seiner simpelsten Form einfache, programmierte Animationen der Figur sein, die nach einem zufälligen Prinzip ablaufen. Es gibt jedoch auch Screenmates, die eine ausgeklügelte künstliche Intelligenz aufweisen und so ein fast lebensechtes Eigenleben simulieren, um mit dem Benutzer in Kontakt zu treten.
Screenmates können so zum Beispiel auf Mausbewegungen oder andere Aktionen des Benutzers reagieren, oder auch mit Elementen auf dem Computerdesktop auf spielerischer Weise interagieren, zum Beispiel auf geöffnete Fenster klettern, herunterfallen und Ähnliches.
Manche Screenmates verlangen, ähnlich dem Prinzip der Tamagotchis, eine regelmäßige Zuwendung durch den Benutzer.
Während Screenmates vornehmlich der reinen Unterhaltung und Auflockerung der Büroarbeit dienen sollen, existieren im Anwendungsbereich ähnliche Figuren als Assistenten, die dem Benutzer je nach Aktion mit zusätzlichen Tipps und Hilfestellungen beiseite stehen sollen. Ein Beispiel ist die Figur „Karl Klammer“, eine comicartig animierte Büroklammer, die Bestandteil der Office-Paketen von Microsoft der Versionen 97 bis 2003 war.